# Willem Frederik van der Steen
Willem Frederik van der Steen (Amsterdam, 9 november 1905 - Warnsveld, 10 maart 1983), was een Nederlandse atleet, die gespecialiseerd was in de marathon. Hij nam eenmaal deel aan de Olympische Spelen, maar won hierbij geen medailles.

## Loopbaan
In 1928 maakte Van der Steen op 22-jarige leeftijd zijn olympisch debuut. Hij vertegenwoordigde Nederland op de marathon. De wedstrijd begon en eindigde in het Olympisch Stadion en werd gelopen onder koele en winderige omstandigheden. Van der Steen eindigde op een 57e en laatste plaats met een tijd van 3:19.53. Landgenoten die voor hem eindigden waren Henri Landheer (30e), Joop Vermeulen (54e) en Pleun van Leenen (55e). De wedstrijd werd gewonnen door de Fransman Ahmed Boughéra El Ouafi (Frans kampioen marathon), die met een persoonlijk record van 2:32.57 over de finish kwam.
Van der Steen overleed op 77-jarige leeftijd in Warnsveld.

## Palmares

### marathon
- 1928: 57e OS - 3:19.53